# Buttiauxella
Genre
Buttiauxella Ferragut est un genre de bacilles Gram négatifs (BGN) de la famille des Enterobacteriaceae. Son nom fait référence au microbiologiste René Buttiaux en hommage à ses travaux portant sur la taxonomie des Enterobacteriaceae.

## Taxonomie
Ce genre a été créé en 1981 pour recevoir une espèce bactérienne isolée d'eaux non polluées prélevées en milieu rural.
Jusqu'en 2016 il était rattaché par des critères phénotypiques à la famille des Enterobacteriaceae. Malgré la refonte de l'ordre des Enterobacterales par Adeolu et al. en 2016 à l'aide des techniques de phylogénétique moléculaire, Buttiauxella Ferragut reste dans la famille des Enterobacteriaceae dont le périmètre redéfini compte néanmoins beaucoup moins de genres qu'auparavant.

## Liste d'espèces
Selon la LPSN (29 octobre 2022) :
- Buttiauxella agrestis Ferragut et al. 1982 – espèce type
- Buttiauxella brennerae Müller et al. 1996
- Buttiauxella ferragutiae Müller et al. 1996
- Buttiauxella gaviniae Müller et al. 1996
- Buttiauxella izardii Müller et al. 1996
- Buttiauxella noackiae Müller et al. 1996
- Buttiauxella warmboldiae Müller et al. 1996